# Liste des matchs de l'équipe de Thaïlande de football par adversaire
Cette liste présente les matchs de l'équipe de Thaïlande de football par adversaire rencontré depuis son premier match.
- Haut – A
- B
- C
- D
- E
- F
- G
- H
- I
- J
- K
- L
- M
- N
- O
- P
- Q
- R
- S
- T
- U
- V
- W
- X
- Y
- Z

## A

### Australie
| Date             | Lieu                  | Match                 | Score | Compétition                                                    |
| 15 août 1967     | Kuala Lumpur Malaisie | Australie - Thaïlande | 3-1   | Merdeka Tournament (tournoi amical)                            |
| 12 août 1970     | Kuala Lumpur Malaisie | Thaïlande - Australie | 2-0   | Merdeka Tournament (tournoi amical)                            |
| 10 octobre 1982  | Singapour             | Thaïlande - Australie | 0-4   | Match amical                                                   |
| 10 décembre 1983 | Singapour             | Thaïlande - Australie | 0-2   | Match amical                                                   |
| 16 juillet 2007  | Bangkok Thaïlande     | Thaïlande - Australie | 0-4   | Coupe d'Asie 2007                                              |
| 2 septembre 2011 | Brisbane Australie    | Australie - Thaïlande | 2-1   | Qualifications pour la Coupe du monde 2014 3e tour             |
| 15 novembre 2011 | Bangkok Thaïlande     | Thaïlande - Australie | 0-1   | Qualifications pour la Coupe du monde 2014 3e tour             |
| 15 novembre 2016 | Bangkok Thaïlande     | Thaïlande - Australie | 2-2   | Qualifications pour la Coupe du Monde 2018 (3e tour, groupe B) |
| 5 septembre 2017 | Melbourne Australie   | Australie - Thaïlande | 2-1   | Qualifications pour la Coupe du Monde 2018 (3e tour, groupe B) |

Bilan
- Total de matchs disputés : 9
- Victoires de l'équipe d'Australie : 7
- Victoires de l'équipe de Thaïlande : 1
- Match nul : 1

## B

### Bhoutan

#### Confrontations
Confrontations entre la Thaïlande et le Bhoutan :
|   | Date             | Lieu    | Match               | Score | Compétition  |
| - | ---------------- | ------- | ------------------- | ----- | ------------ |
| 1 | 14 décembre 2012 | Bangkok | Thaïlande - Bhoutan | 5-0   | Match amical |

#### Bilan
Au 31 mars 2019 :
- Total de matchs disputés : 1
- Victoires de la Thaïlande : 1
- Match nul : 0
- Victoires du Bhoutan : 0
- Total de buts marqués par la Thaïlande : 5
- Total de buts marqués par le Bhoutan : 0

### Brésil
| Date            | Lieu    | Match              | Score | Compétition  |
| 23 février 2000 | Bangkok | Thaïlande - Brésil | 0 - 7 | Match amical |

Bilan
- Total de matchs disputés : 1
- Victoires de l'équipe du Brésil : 1
- Victoires de l'équipe de Thaïlande : 0
- Match nul : 0

### Brunei

#### Confrontations
Confrontations entre Brunei et la Thaïlande :
|   | Date              | Lieu      | Match              | Score | Compétition                                                              |
| - | ----------------- | --------- | ------------------ | ----- | ------------------------------------------------------------------------ |
| 1 | 24 mai 1971       | Bangkok   | Thaïlande - Brunei | 10-0  | Tour préliminaire à la Coupe d'Asie des nations 1972 (gr. Asie du Sud-A) |
| 2 | 31 mai 1983       | Singapour | Thaïlande - Brunei | 2-1   | Jeux d'Asie du Sud-Est de 1983 (gr. B)                                   |
| 3 | 10 septembre 1987 | Jakarta   | Thaïlande - Brunei | 3-1   | Jeux d'Asie du Sud-Est de 1987 (gr. B)                                   |
| 4 | 11 juin 1993      | Singapour | Brunei - Thaïlande | 2-5   | Jeux d'Asie du Sud-Est de 1993 (gr. A)                                   |
| 5 | 6 septembre 1996  | Singapour | Thaïlande - Brunei | 6-0   | Tiger Cup 1996 (gr. A)                                                   |
| 6 | 7 octobre 1997    | Jakarta   | Brunei - Thaïlande | 0-6   | Jeux d'Asie du Sud-Est de 1997 (gr. B)                                   |

#### Bilan
Au 2 avril 2019 :
- Total de matchs disputés : 6
- Victoires de Brunei : 0
- Match nul : 0
- Victoires de la Thaïlande : 6
- Total de buts marqués par Brunei : 4
- Total de buts marqués par la Thaïlande : 28

### Bulgarie
| Date            | Lieu               | Match                | Score | Compétition        |
| 14 octobre 1968 | León, Mexique      | Bulgarie - Thaïlande | 7-0   | JO 1968 (Groupe D) |
| 8 novembre 1996 | Bangkok, Thaïlande | Thaïlande - Bulgarie | 0-4   | Match amical       |

Bilan
- Total de matchs disputés : 2
- Victoires de l'équipe de Bulgarie : 2
- Matchs nuls : 0
- Victoires de l'équipe de Thaïlande : 0
- Total de buts marqués par l'équipe de Bulgarie : 11
- Total de buts marqués par l'équipe de Thaïlande : 0

## C

### Cambodge
Confrontations entre le Cambodge et la Thaïlande :
| Date               | Lieu         | Match                | Score          | Compétition |
| 1er septembre 1957 | Kuala Lumpur | Thaïlande - Cambodge | 3-0            |             |
| 1er septembre 1964 | Kuala Lumpur | Thaïlande - Cambodge | 1-0            |             |
| 5 mai 1971         | Séoul        | Thaïlande - Cambodge | 4-3            |             |
| 21 mai 1971        | Bangkok      | Thaïlande - Cambodge | 1-1 a. p.      |             |
| 1er juin 1971      | Bangkok      | Thaïlande - Cambodge | 4-2            |             |
| 12 juin 1971       | Jakarta      | Cambodge - Thaïlande | 3-0            |             |
| 12 décembre 1971   | Kuala Lumpur | Thaïlande - Cambodge | 1-1            |             |
| 19 mai 1972        | Bangkok      | Thaïlande - Cambodge | 2-2 5:3 t.a.b. |             |
| 12 juin 1972       | Jakarta      | Cambodge - Thaïlande | 2-0            |             |
| 24 septembre 1972  | Séoul        | Thaïlande - Cambodge | 0-0            |             |
| 6 août 1973        | Kuala Lumpur | Thaïlande - Cambodge | 4-1            |             |
| 3 novembre 1974    | Saïgon       | Thaïlande - Cambodge | 2-2            |             |
| 18 décembre 1974   | Bangkok      | Thaïlande - Cambodge | 1-0            |             |
| 12 décembre 1995   | Chiang Mai   | Thaïlande - Cambodge | 9-0            |             |
| 12 octobre 1997    | Jakarta      | Thaïlande - Cambodge | 2-0            |             |

Bilan
Total de matchs disputés : 15
- Victoires de l'équipe de Thaïlande : 10
- Matchs nuls : 3
- Victoires de l'équipe du Cambodge : 2

## E

### Émirats arabes unis

#### Confrontations
Confrontations entre les Émirats arabes unis et la Thaïlande :
|    | Date              | Lieu      | Match                           | Score | Compétition                                                          |
| -- | ----------------- | --------- | ------------------------------- | ----- | -------------------------------------------------------------------- |
| 1  | 25 septembre 1986 | Daegu     | Émirats arabes unis - Thaïlande | 2-1   | Jeux asiatiques de 1986 (gr. A)                                      |
| 2  | 19 juin 1988      | Abou Dabi | Émirats arabes unis - Thaïlande | 3-0   | Tour préliminaire à la Coupe d'Asie des nations 1988 (gr. 1)         |
| 3  | 13 avril 1993     | Tokyo     | Émirats arabes unis - Thaïlande | 1-0   | Tours préliminaires à la Coupe du monde 1994 (zone Asie - gr. F)     |
| 4  | 30 avril 1993     | Dubaï     | Émirats arabes unis - Thaïlande | 2-1   | Tours préliminaires à la Coupe du monde 1994 (zone Asie - gr. F)     |
| 5  | 3 octobre 2002    | Pusan     | Thaïlande - Émirats arabes unis | 3-1   | Jeux asiatiques de 2002 (gr. B)                                      |
| 6  | 18 février 2004   | Al-Aïn    | Émirats arabes unis - Thaïlande | 1-0   | Phase qualificative de la Coupe du monde 2006 (zone Asie, 1er tour)  |
| 7  | 13 octobre 2004   | Bangkok   | Thaïlande - Émirats arabes unis | 3-0   | Phase qualificative de la Coupe du monde 2006 (zone Asie, 1er tour)  |
| 8  | 3 octobre 2007    | Bangkok   | Thaïlande - Émirats arabes unis | 1-1   | Match amical                                                         |
| 9  | 6 octobre 2016    | Abou Dabi | Émirats arabes unis - Thaïlande | 3-1   | Éliminatoires de la Coupe du monde 2018 (zone Asie, 3e tour - gr. B) |
| 10 | 13 juin 2017      | Bangkok   | Thaïlande - Émirats arabes unis | 1-1   | Éliminatoires de la Coupe du monde 2018 (zone Asie, 3e tour - gr. B) |
| 11 | 14 janvier 2019   | Al-Aïn    | Émirats arabes unis - Thaïlande | 1-1   | Coupe d'Asie des Nations 2019 (gr. A)                                |

#### Bilan
Au 12 avril 2019 :
- Total de matchs disputés : 11
- Victoires des Émirats arabes unis : 6
- Matchs nuls : 3
- Victoires de la Thaïlande : 2
- Total de buts marqués par les Émirats arabes unis : 16
- Total de buts marqués par la Thaïlande : 12

## J

### Japon
Confrontations entre la Thaïlande et le Japon :
| Date              | Lieu         | Match             | Score | Compétition                                                                  |
| 12 août 1960      | Malaisie     | Thaïlande - Japon | 1-3   | Merdeka Tournament (tournoi amical, 1er tour, groupe B)                      |
| 25 août 1962      | Jakarta      | Japon - Thaïlande | 3-1   | Jeux asiatiques de 1962 (1er tour, groupe A)                                 |
| 10 août 1963      | Kuala Lumpur | Thaïlande - Japon | 1-4   | Merdeka Tournament (tournoi amical)                                          |
| 25 août 1964      | Kuala Lumpur | Thaïlande - Japon | 2-2   | Merdeka Tournament (tournoi amical, 1er tour, groupe A)                      |
| 25 août 1965      | Malaisie     | Thaïlande - Japon | 0-0   | Merdeka Tournament (tournoi amical, 1er tour, groupe B)                      |
| 17 décembre 1966  | Bangkok      | Thaïlande - Japon | 1-5   | Jeux asiatiques de 1966 (quart de finale du groupe A)                        |
| 23 août 1968      | Kuala Lumpur | Thaïlande - Japon | 1-2   | Merdeka Tournament (tournoi amical, match pour la 7e place)                  |
| 4 août 1970       | Kuala Lumpur | Thaïlande - Japon | 0-0   | Merdeka Tournament (tournoi amical, 1er tour, groupe 2)                      |
| 16 août 1971      | Malaisie     | Thaïlande - Japon | 2-3   | Merdeka Tournament (tournoi amical, 1er tour, groupe 1)                      |
| 1er août 1975     | Kuala Lumpur | Thaïlande - Japon | 0-4   | Merdeka Tournament (tournoi amical, 1er tour)                                |
| 9 août 1976       | Kuala Lumpur | Thaïlande - Japon | 2-2   | Merdeka Tournament (tournoi amical, 1er tour)                                |
| 23 mai 1978       | Nagoya       | Japon - Thaïlande | 3-0   | Match amical (Coupe Kirin)                                                   |
| 27 juillet 1978   | Kuala Lumpur | Thaïlande - Japon | 0-4   | Merdeka Tournament (tournoi amical, 1er tour)                                |
| 30 juin 1979      | Kuala Lumpur | Thaïlande - Japon | 0-2   | Merdeka Tournament (tournoi amical, 1er tour)                                |
| 15 avril 1984     | Lieu inconnu | Thaïlande - Japon | 5-2   | Qualifications olympiques                                                    |
| 2 septembre 1987  | Lieu inconnu | Thaïlande - Japon | 0-0   | Qualifications olympiques                                                    |
| 26 septembre 1987 | Lieu inconnu | Japon - Thaïlande | 1-0   | Qualifications olympiques                                                    |
| 2 juin 1991       | Yamagata     | Japon - Thaïlande | 1-0   | Match amical (Coupe Kirin)                                                   |
| 8 avril 1993      | Kobe         | Japon - Thaïlande | 1-0   | Qualifications pour la Coupe du monde de football 1994 - 1er tour (Groupe F) |
| 28 avril 1993     | Dubaï        | Thaïlande - Japon | 0-1   | Qualifications pour la Coupe du monde de football 1994 - 1er tour (Groupe F) |
| 9 février 1997    | Bangkok      | Thaïlande - Japon | 1-1   | Match amical                                                                 |
| 15 mars 1997      | Bangkok      | Thaïlande - Japon | 3-1   | Match amical                                                                 |
| 10 octobre 2002   | Ulsan        | Japon - Thaïlande | 3-0   | Jeux asiatiques de 2002 (demi-finale)                                        |
| 24 juillet 2004   | Chongqing    | Thaïlande - Japon | 1-4   | Coupe d'Asie des nations 2004 - 1er tour (Groupe D)                          |
| 6 juin 2008       | Saitama      | Japon - Thaïlande | 4-1   | Qualifications pour la Coupe du monde 2010 - 4e tour (Groupe 1)              |
| 7 juin 2008       | Bangkok      | Thaïlande - Japon | 0-3   | Qualifications pour la Coupe du monde 2010 - 4e tour (Groupe 1)              |
| 6 septembre 2016  | Bangkok      | Thaïlande - Japon | 0-2   | Qualifications pour la Coupe du Monde 2018 (3e tour, groupe B)               |
| 28 mars 2017      | Saitama      | Japon - Thaïlande | 4-0   | Qualifications pour la Coupe du Monde 2018 (3e tour, groupe B)               |

Bilan
Total de matchs disputés : 28
- Victoires de l'équipe du Japon : 20
- Matchs nuls : 6
- Victoires de l'équipe de Thaïlande : 2

## K

### Kirghizistan

#### Confrontations
Confrontations entre la Thaïlande et le Kirghizistan :
|   | Date            | Lieu    | Match                    | Score | Compétition  |
| - | --------------- | ------- | ------------------------ | ----- | ------------ |
| 1 | 30 janvier 2001 | Bangkok | Thaïlande - Kirghizistan | 3-1   | Match amical |

#### Bilan
Au 3 avril 2019 :
- Total de matchs disputés : 7
- Victoires de la Thaïlande : 3
- Matchs nuls : 1
- Victoires du Kirghizistan : 3
- Total de buts marqués par la Thaïlande : 9
- Total de buts marqués par le Kirghizistan : 7

## M

### Macao

#### Confrontations
Confrontations entre Macao et la Thaïlande :
|   | Date            | Lieu    | Match             | Score | Compétition                                                   |
| - | --------------- | ------- | ----------------- | ----- | ------------------------------------------------------------- |
| 1 | 8 octobre 2007  | Bangkok | Thaïlande - Macao | 6-1   | Éliminatoires de la Coupe du monde 2010 (zone Asie, 1er tour) |
| 2 | 15 octobre 2007 | Macao   | Macao - Thaïlande | 1-7   | Éliminatoires de la Coupe du monde 2010 (zone Asie, 1er tour) |

#### Bilan
Au 9 avril 2019 :
- Total de matchs disputés : 2
- Victoires de Macao : 0
- Matchs nuls : 0
- Victoires de la Thaïlande : 2
- Total de buts marqués par Macao : 2
- Total de buts marqués par la Thaïlande : 13

### Maldives

#### Confrontations
Confrontations entre les Maldives et la Thaïlande :
|   | Date            | Lieu       | Match                | Score | Compétition                                                  |
| - | --------------- | ---------- | -------------------- | ----- | ------------------------------------------------------------ |
| 1 | 27 juin 1996    | Bangkok    | Thaïlande - Maldives | 8-0   | Tour préliminaire à la Coupe d'Asie des nations 1996 (gr. 3) |
| 2 | 4 juillet 1996  | Singapour  | Thaïlande - Maldives | 8-0   | Tour préliminaire à la Coupe d'Asie des nations 1996 (gr. 3) |
| 3 | 24 février 2012 | Chiang Mai | Thaïlande - Maldives | 3-0   | Match amical                                                 |

#### Bilan
Au 6 avril 2019 :
- Total de matchs disputés : 3
- Victoires des Maldives : 0
- Matchs nuls : 0
- Victoires de la Thaïlande : 3
- Total de buts marqués par les Maldives : 0
- Total de buts marqués par la Thaïlande : 19

## P

### Pays-Bas
| Date        | Lieu    | Match                | Score | Compétition  |
| 6 juin 2007 | Bangkok | Thaïlande - Pays-Bas | 1 - 3 | Match amical |

#### Bilan
- Total de matchs disputés : 1
- Victoires de l'équipe de Thaïlande : 0
- Victoires de l'équipe des Pays-Bas : 1
- Match nul : 0

## T

### Timor oriental

#### Confrontations
Confrontations entre la Thaïlande et le Timor oriental :
|   | Date             | Lieu         | Match                      | Score | Compétition                      |
| - | ---------------- | ------------ | -------------------------- | ----- | -------------------------------- |
| 1 | 16 décembre 2004 | Kuala Lumpur | Thaïlande - Timor oriental | 8-0   | Tiger Cup 2004 (en) (gr. B)      |
| 2 | 9 novembre 2018  | Bangkok      | Thaïlande - Timor oriental | 7-0   | AFF Suzuki Cup 2018 (en) (gr. B) |

#### Bilan
Au 11 avril 2019 :
- Total de matchs disputés : 2
- Victoires de la Thaïlande : 2
- Match nul : 0
- Victoires du Timor oriental : 0
- Total de buts marqués par la Thaïlande : 15
- Total de buts marqués par le Timor oriental : 0